# Oxyplax fulvata
Oxyplax fulvata är en fjärilsart som beskrevs av George Francis Hampson. Oxyplax fulvata ingår i släktet Oxyplax och familjen snigelspinnare. Inga underarter finns listade i Catalogue of Life.